# Montcalm (1902)
El Montcalm fue un crucero acorazado, de la Marina Francesa, que formaba parte de la Clase Gueydon. Fue llamado así en honor a Louis-Joseph de Montcalm (1712-1759), comandante francés destacado en Norteamérica que participó en la guerra franco-india, parte de la guerra de los Siete Años.

## Construcción y botadura
Fue construido en los astilleros franceses Forges et Chantiers de la Méditerranée, en La Seyne-sur-Mer. Su quilla fue puesta en grada el 22 de diciembre de 1897. Botado el 27 de marzo de 1900 y alistado el 24 de marzo de 1902.

## Historia operacional
El Montcalm realizó su viaje inaugural llevando al Presidente de la República Francesa Émile Loubet a Kronstadt, en Rusia, para recibir a bordo al Zar Nicolás II de Rusia, para desayunar, el 23 de mayo de 1902.
En 1906, el crucero perdió una hélice en el Mediterráneo; fue reparado en Bizerta (Tunicia) y volvió a Brest, desde donde partió para realizar una campaña por Extremo Oriente.
En 1921, partió hacia Singapur, transportando al Mariscal de Francia Joseph Joffre, durante cuatro meses, en su visita a Asia.
El 28 de octubre de 1926, fue reclasificado como buque escuela del Grupo Armorique; y, en 1934, le fue cambiado el nombre por el de Trémintin. 
Al inicio de la Segunda Guerra Mundial, permanecía amarrado en su base de Brest.
Fue destruido en el puerto, durante la ocupación alemana, en 1943.